# Li Weifeng
Li Weifeng (en chino tradicional, 李瑋峰; en chino simplificado, 李玮峰; pinyin, Lǐ Wěifēng; Changchun, Jilin, 1 de diciembre de 1978) es un exfutbolista y entrenador chino. Es entrenador en el Guangzhou City FC desde 2022.
Como futbolista, jugaba en la posición de defensa y fue internacional absoluto por la selección de China entre 1998 y 2011, con la que disputó 112 encuentros.

## Selección nacional
Debutó con China el 22 de noviembre de 1998 en un empate 0-0 ante Corea del Sur en un partido amistoso; y su primer gol lo anotó el 12 de diciembre de 1998 en la victoria por 6-1 ante Omán en los Juegos Asiáticos de 1998 celebrados en Tailandia.
Participó en las ediciones de la Copa Asiática de 2000 y 2004, la Copa Mundial de Fútbol de 2002, y en los Juegos Olímpicos de Pekín 2008; retirándose de la selección nacional en 2011 anotando 14 goles en 112 partidos, siendo el récord de más apariciones con la selección nacional.

## Estadísticas

### Goles con selección nacional
| #  | Fecha      | Sede                        | Rival      | Gol  | Resultado | Torneo                                                      |
| -- | ---------- | --------------------------- | ---------- | ---- | --------- | ----------------------------------------------------------- |
| 1  | 12-12-1998 | Bangkok, Tailandia          | Omán       | 5–0  | 6–1       | Juegos Asiáticos de 1998                                    |
| 2  | 26-1-2000  | Ciudad Ho Chi Minh, Vietnam | Guam       | 4–0  | 19–0      | Clasificación para la Copa Asiática 2000                    |
| 3  | 3-9-2000   | Shanghái, China             | Irak       | 1–0  | 4–1       | Torneo de las Cuatro Naciones 2000                          |
| 4  | 3-9-2000   | Shanghái, China             | Irak       | 3–1  | 4–1       | Torneo de las Cuatro Naciones 2000                          |
| 5  | 22-4-2001  | Xi'an, China                | Maldivas   | 10–1 | 10–1      | Clasificación de AFC para la Copa Mundial de Fútbol de 2002 |
| 6  | 13-5-2001  | Kunming, China              | Indonesia  | 1–1  | 5–1       | Clasificación de AFC para la Copa Mundial de Fútbol de 2002 |
| 7  | 7-9-2001   | Doha, Catar                 | Catar      | 1–1  | 1–1       | Clasificación de AFC para la Copa Mundial de Fútbol de 2002 |
| 8  | 15-9-2001  | Shenyang, China             | Uzbekistán | 1–0  | 2–0       | Clasificación de AFC para la Copa Mundial de Fútbol de 2002 |
| 9  | 16-2-2003  | Wuhan, China                | Estonia    | 1–0  | 1–0       | Amistoso                                                    |
| 10 | 17-11-2004 | Guangzhou, China            | Hong Kong  | 7–0  | 7–0       | Clasificación de AFC para la Copa Mundial de Fútbol de 2006 |
| 11 | 22-2-2006  | Cantón, China               | Palestina  | 2–0  | 2–0       | Clasificación para la Copa Asiática 2007                    |
| 12 | 21-10-2007 | Foshan, China               | Birmania   | 7–0  | 7–0       | Clasificación de AFC para la Copa Mundial de Fútbol de 2010 |
| 13 | 25-5-2008  | Kunshan, China              | Jordania   | 2–0  | 2–0       | Amistoso                                                    |
| 14 | 15-11-2011 | Singapur                    | Singapur   | 2–0  | 4–0       | Clasificación de AFC para la Copa Mundial de Fútbol de 2014 |

## Clubes
| Club                    | País          | Año       |
| ----------------------- | ------------- | --------- |
| Shenzhen Ping'an        | China         | 1998-2005 |
| Everton FC (cedido)     | Inglaterra    | 2002-2003 |
| Shanghai Shenhua        | China         | 2006-2008 |
| Wuhan Guanggu           | China         | 2008      |
| Suwon Samsung Bluewings | Corea del Sur | 2009-2010 |
| Tianjin Teda            | China         | 2011-2015 |
| Universidad Tongji      | China         | 2015      |

## Palmarés

### Títulos nacionales
| Título                  | Club             | País          | Año  |
| ----------------------- | ---------------- | ------------- | ---- |
| Superliga de China      | Shenzhen Ping'an | China         | 2004 |
| Copa de Campeones A3    | Shanghai Shenhua | China         | 2007 |
| Korean FA Cup           | Suwon Bluewings  | Corea del Sur | 2009 |
| Copa de China de fútbol | Tianjin Teda     | China         | 2011 |

### Títulos internacionales
| Título                                | Selección | Sede          | Año  |
| ------------------------------------- | --------- | ------------- | ---- |
| Campeonato de Fútbol de Asia Oriental | China     | Corea del Sur | 2005 |

### Distinciones individuales
| Distinción                            | Año                    |
| ------------------------------------- | ---------------------- |
| Equipo del Año de la Super Liga China | 1999, 2001, 2003, 2004 |